# TVA Dupuis
TVA Dupuis est une société de production d'animation belge fondée en 1959 et disparue en 1984.

## Historique
Charles Dupuis décide en 1959 de doter les éditions Dupuis d'un studio d'animation. Il fonde TVA Dupuis, abréviation de Télévision Animation.
De 1961 à 1967, le studio produit une dizaine d'épisodes de la première série animée Les Schtroumpfs réalisés conjointement par Maurice Rosy, Raoul Cauvin et Eddy Ryssack, diffusés à la Radiodiffusion-télévision belge (RTB).
En 1984 Dupuis arrête les activités de TVA Dupuis.
Dupuis reprend ses activités dans l'audiovisuel dès 1981 par l'intermédiaire de sa filiale SEPP International qui produit une nouvelle série des Schtroumpfs avec la société américaine Hanna-Barbera.

## Les productions

### Longs métrages d'animation
- 1965 Les Aventures des Schtroumpfs
- 1977 Musti Christmas
- 1982 Musti special
- 1984 Trompo

### Courts métrages d'animation
- 1960 Les Étranges Amis de Noël
- 1962 Teeth is Money : A pleine dent
- 1964 Le Crocodile Majuscule
- 1965 Le Faux Schtroumpf
- 1967 3.2.1.0

### Séries d'animation
- 1961 Les Schtroumpfs (1961)
- 1968 Musti
- 1971 Tip et Tap
- 1973 Les Pilis
- 1975 Bobo
- 1975 Boule et Bill
- 1981 Les Schtroumpfs (1981)

### Spéciales télévisée d'animation[pasclair]
- 1969 La Schtroumpfette
- 1969 Ici, il s'agit ![pas clair] C'est la Ribambelle !
- 1971 Sibylline et le lapin de Pâques (spécial Pâques)
- 1973 Le Monde de Natacha
- 1977 Spirou et l'action de grâce étonnement[pas clair] (Action de grâce spéciale)
- 1979 Sophie et le souhait de Noël (spécial Noël)